# Brasile ai Giochi della XIX Olimpiade
Il Brasile ha partecipato ai Giochi della XIX Olimpiade di Città del Messico, svoltisi dal 12 al 27 ottobre 1968, con una delegazione di 76 atleti di cui 3 donne. Ha conquistato una medaglia d'argento e due di bronzo.

## Medagliere

### Per discipline
| Sport            | Oro | Argento | Bronzo | Totale |
| ---------------- | --- | ------- | ------ | ------ |
| Atletica leggera | 0   | 1       | 0      | 1      |
| Pugilato         | 0   | 0       | 1      | 1      |
| Vela             | 0   | 0       | 1      | 1      |
| Totale           | 0   | 1       | 2      | 3      |

### Medaglie
| Medaglia | Atleta                          | Sport            | Evento          |
| -------- | ------------------------------- | ---------------- | --------------- |
| Argento  | Nélson Prudêncio                | Atletica leggera | Salto triplo    |
| Bronzo   | Servílio de Oliveira            | Pugilato         | Pesi mosca      |
| Bronzo   | Reinaldo Conrad Burkhard Cordes | Vela             | Flying Dutchman |

## Risultati

### Pallacanestro
| Atleta | Classifica |
| --- | ---------- |
| V · D · M Nazionale brasiliana - Pallacanestro ai Giochi della XIX Olimpiade 4 Sérgio Macarrão · 5 Wlamir · 6 Bira · 7 Celso Scarpini · 8 Hélio Rubens · 9 Rosa Branca · 10 Joy · 11 Menon · 12 Sucar · 13 Edvar Simões · 14 Zé Geraldo · 15 Mosquito · All. Renato Brito Cunha | 4°         |
| Nazionale brasiliana - Pallacanestro ai Giochi della XIX Olimpiade |            |
| 4 Sérgio Macarrão · 5 Wlamir · 6 Bira · 7 Celso Scarpini · 8 Hélio Rubens · 9 Rosa Branca · 10 Joy · 11 Menon · 12 Sucar · 13 Edvar Simões · 14 Zé Geraldo · 15 Mosquito · All. Renato Brito Cunha                                                                              |            |

### Pallanuoto
| Atleta | Classifica |                    |
| --- | --- | ------------------ |
| V · D · M Nazionale maschile brasiliana di pallanuoto · Giochi olimpici - Città del Messico 1968 Carotini • de Viçoso • Filellini • Gonçalves • Lima • Al. Marsili • Ar. Marsili • Pinciroli • Pires • Sandoval · CT : - | 13° |                    |
| Nazionale maschile brasiliana di pallanuoto · Giochi olimpici - Città del Messico 1968 | |                    |
| Carotini • de Viçoso • Filellini • Gonçalves • Lima • Al. Marsili • Ar. Marsili • Pinciroli • Pires • Sandoval · CT: -                                                                                                   | Carotini • de Viçoso • Filellini • Gonçalves • Lima • Al. Marsili • Ar. Marsili • Pinciroli • Pires • Sandoval · CT: - | Brasile (bandiera) |